# Adam Semple
Pour les articles homonymes, voir Semple.
Adam Semple, né le 18 novembre 1989 à Perth, est un coureur cycliste australien. Il a débuté sur la piste mais se consacre exclusivement à la compétition sur route.

## Biographie
Adam Semple commence le cyclisme à 15 ans en accumulant courses sur route et sur piste avec le Southern Districts Cycling Club. Très vite, il accumule de bons résultats en catégorie juniors et envisage une carrière entièrement consacrée à la route. 
Il fait ses débuts dans l'équipe australienne Southaustralia.com-AIS. Il courut deux saisons dans la structure réputée pour avoir formé d'autres coureurs de grand talent, comme Jack Bobridge, Leigh Howard, Cameron Meyer ou encore Travis Meyer. 
En 2008, lors de sa première année professionnelle, il acheva le Tour de Perth à la deuxième place du classement général, à 46 secondes de Richie Porte, vainqueur final, après avoir terminé à trois reprises lors des trois premières étapes à la troisième position. En avril, il leva les bras lors de la 3e étape du Tour de la Vallée Mersey, après avoir battu Dylan Newell au sprint.
L'année suivante, il se concentre davantage sur les courses faisant partie de l'UCI Asia Tour. Ainsi, il enlève la troisième étape du Tour de Thaïlande, devançant Neil Shirley et Wong Kam Po. Plus tard, il réussit à sa classer 10e du Tour de Java oriental, à plus de 10 minutes d'Andrey Mizurov.
Début 2010, alors qu'il a rejoint l'équipe amateur italienne Brisot Cardin Bibanese, il réussit le petit exploit de battre Graeme Brown au sprint lors du Perth Criterium Series, mais il est devancé par Travis Meyer, de l'équipe ProTour Garmin-Slipstream, puisqu'il y prend la deuxième place. Il démontre également ses bonnes aptitudes sur des épreuves en altitude en prenant la troisième position de la Cronoscalata Gardone Val Trompia-Prati di Caregno derrière notamment Manuele Boaro. Il est échappé lors de la 3e étape Tour du Frioul-Vénétie julienne et finalement remporte le sprint final devançant ainsi ses compagnons d'échappée.
À la fin de 2010, il se retrouve sans équipe mais reste affilié à l'équipe australienne Plan B. Il révèle le 7 janvier être en contacts avec la formation asiatique Giant Kenda.

## Palmarès
| - 2007 - 2e du championnat d'Australie de poursuite par équipes juniors - 2e du Trofeo San Rocco - 3e des Tre Giorni Orobica - 2008 - 3e étape du Mersey Valley Tour - 2e du Tour de Perth - 2009 - 4e étape du Tour de Thaïlande - 2010 - 3e étape du Tour du Frioul-Vénétie julienne - 3e de la Cronoscalata Gardone Val Trompia-Prati di Caregno - 3e du Trofeo SS Addolorata | - 2011 - 2e étape de la Pemberton Classic - 3e et 6e étapes du Tour de Taïwan - Tour de Bright : - Classement général - 1re étape - 3e du Tour de Perth - 2013 - 2e du Grand Prix de la ville de Montegranaro - 2e du Circuito Valle del Resco - 3e de la Battle on the Border |

## Classements mondiaux
| Année            | 2008 | 2009 | 2010 | 2011 |
| ---------------- | ---- | ---- | ---- | ---- |
| UCI Asia Tour    |      | 193e |      | 155e |
| UCI Europe Tour  |      |      | 920e |      |
| UCI Oceania Tour | 28e  |      |      | 37e  |